# Porto Ravenne Volley
Pour les articles homonymes, voir Ravenne (homonymie).
Maillots
Le Porto Ravenna Volley était un club italien de volley-ball masculin basé à Ravenne (surnommé souvent par les noms des sponsors principaux) fondé en 1987 et disparu en 2013.

## Historique
- 2000 : en proie à de graves problèmes financiers, le club est exclu du championnat de Série A et remplacé par Trentino Volley.
- 2013 : fusion avec le Gruppo Sportivo Robur Angelo Costa, le club prend le nom de Porto Robur Costa Ravenna

### Sponsoring
- 1987-1988 : Moka Rica Ravenna
- 1988-1990 : Conad Ravenna
- 1990-1993 : Messaggero Ravenna
- 1993-1994 : Daniele Ricci
- 1994-1996 : Edilcuoghi Ravenna
- 1996-1997 : Area Ravenna
- 1997-1998 : Mirabilandia Area Ravenna
- 1998-1999 : Valleverde Mirabilandia Ravenna
- 1999-2000 : Valleverde Ravenna
- 2000-2009 : ?
- 2009-2010 : Marcegaglia Ravenna
- 2010-2011 : Marcegaglia CMC Ravenna
- 2011-2013 : CMC Ravenna

## Palmarès
| Compétitions nationales                                                               | Compétitions internationales |
| - Championnat d'Italie (1) - Vainqueur : 1991 - Coupe d'Italie (1) - Vainqueur : 1991 | - Ligue des champions (3) - Vainqueur : 1992, 1993, 1994 - Coupe de la CEV (1) - Vainqueur : 1997 - Supercoupe d'Europe (2) - Vainqueur : 1992, 1993 - Championnat du monde des clubs (1) - Vainqueur : 1991 |

## Joueurs et personnalités du club

### Entraîneurs
- 1984-1997 :  Daniele Ricci
- 1997-18 janvier 1999 :  Piero Molducci
- 24 janvier 1999-2000 :  Kim Ho-chul
- 2000-2009 : ?
- 2009-24 octobre 2012 :  Antonio Babini
- 25 octobre 2012-2013 :  Marco Bonitta

### Joueurs emblématiques
- Davide Bellini (passeur, 1,97 m)
- Andrea Sartoretti (pointu, 1,94 m)
- Giacomo Sintini (passeur, 1,96 m)
- Fabio Vullo (passeur, 1,98 m)
- Hristo Zlatanov (réceptionneur-attaquant, 2,01 m)
- Renan Dal Zotto
- Maikel Cristobal Cardona (central, 2,02 m)
- Dmitry Fomin (réceptionneur-attaquant, 2,00 m)
- Karch Kiraly (réceptionneur-attaquant, 1,90 m)
- Richard Nemec (central, 2,02 m)
- Reinder Nummerdor (réceptionneur-attaquant, 1,93 m)
- Laurent Chambertin (passeur, 1,91 m)